# Los Íberos
Los Íberos fue una banda española de rock formada originalmente en Torremolinos (Málaga) durante los años 60 que obtuvo un gran éxito entre 1968 y 1970. Su estilo estaba muy influenciado por el beat y, sobre todo, por el pop barroco. Se disolvieron en 1973.
Su formación clásica estaba compuesta por Enrique Lozano a la guitarra solista y voz principal, Adolfo Rodríguez a la guitarra rítmica y coros, Cristóbal de Haro al bajo y coros, y Diego Cascado Sepúlveda a la batería.

## Historia
El malagueño Enrique Lozano había militado, desde 1961, en una orquesta española con la que nunca llegó a grabar. Con sus compañeros de orquesta, entre 1964 y 1966, Enrique recorrió el circuito de clubs de Francia, Alemania o Reino Unido, llegando a compartir escenarios con otros grupos de la época como The Rolling Stones y coincidir con otros como Scorpions.
Cuando vuelve a España, a mediados de 1966, decide montar una banda con nuevos componentes con la que poner en práctica lo aprendido -sobre todo en la escena británica-, conjugando el beat con las nuevas corrientes como el pop barroco o el sonido de grupos como The Kinks, The Left Banke, The Hollies o The Move. Y empleando, de forma indistinta, tanto el inglés como el castellano a la hora de componer e interpretar sus canciones.
El nuevo cuarteto, bautizado como Los Íberos y compuesto por el propio Lozano junto a Adolfo Rodríguez, Cristóbal de Haro y Diego Cascado, se muda a Madrid y comienza a hacerse popular en el circuito del rock capitalino, apareciendo en algunos programas de televisión.
El grupo consiguió fichar con la discográfica Columbia y publican sus primeros sencillos y un álbum -grabado enteramente en el Reino Unido- con los que entran en los primeros puestos de las listas de ventas nacionales.
Entre 1968 y 1970 el grupo goza de considerable fama y obtiene notables éxitos con temas como Summertime Girl, Las tres de la noche (ejemplo prototípico de pop barroco a la española, en el que incluso la letra imita las composiciones líricas del siglo XVII), Nighttime, Liar, Liar, Te alcanzaré o Fantastic Girl. Incluso llegan a participar en dos películas ("Un, dos, tres, al escondite inglés" y Topical Spanish). Pero, con el cambio de década y la llegada de nuevas modas y tendencias como el rock progresivo y el rock sinfónico, la banda va espaciando sus producciones y perdiendo popularidad.
Un nefasto accidente de tráfico tras una actuación, en el que murió el chófer, Enrique Lozano quedó con graves secuelas y truncó el destino de la banda. Más tarde Cristo y Diego debieron marcharse para realizar el servicio militar obligatorio, siendo sustituidos por Pepe Castillo Ruiz y Enrique Pérez Santana.
En 1973 publican su último sencillo y se disuelven. El guitarrista Adolfo Rodríguez se unió a otros tres músicos procedentes de Solera para formar Cánovas, Rodrigo, Adolfo y Guzmán. El resto de Los Íberos también continuó en el sector musical, pero como músicos de estudio o acompañamiento de otros artistas.
En 2017, el batería Pepe Castillo Ruiz, debuta como escritor publicando la novela El color de los sueños.

## Discografía

### Sencillos
- Summertime Girl / Hiding Behind My Smile (1967).
- Las tres de la noche /Corto y ancho (1968).
- Nightime / Why Can't Be Friends (1968).
- Liar, Liar / Mary Ann She (1969).
- Te alcanzaré / Amar en silencio (1969).
- Fantastic Girl / Back In Time (1970).
- Angelina / Con tu amor (1971).
- Mañana / Isabel (1972).
- María, Tobías y John / Bajo el álamo (1973).

### Álbumes
- Los Íberos (1969).
- Lo mejor de Los Íberos (recopilación, 1981).
- Todas sus grabaciones en discos Columbia (recopilación, 2004).